# Clausholm

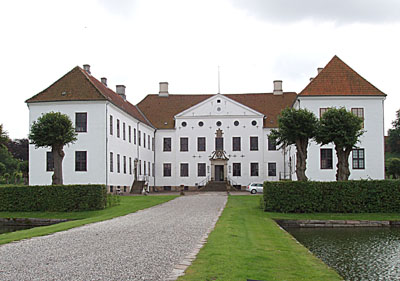
Clausholms slott.

Clausholm är en gammal dansk sätesgård och slott, 12 kilometer sydöst om Randers.
Clausholm omnämns redan på 1300-talet. I början av 1600-talet uppfördes en ny huvudbyggnad, som 1658-1659 befästes och försvarades mot svenskarna av Hans Friis. Clausholm tillhörde senare släkten Reventlow och var 1730-1743 änkesäte för drottning Anna Sofie. Under 1900-talet har gården tillhört släkten Berner-Schilden-Holsten.